# Битва при Усуне
Битва при Усуне (16 июня 1842) — эпизод первой Опиумной войны. В результате победы британский флот прорвался мимо китайских укреплений, прикрывавших вход в реку Усунцзян.

## Предыстория
Отказавшись от попыток взятия Ханчжоу, британское командование решило занять место соединения Великого канала с рекой Янцзы. В ночь с 11 на 12 июня пароход «Немесис» обследовал устье притока Янцзы — реки Усунцзян, которая протекала через главный город провинции — Сучжоу. Британское командование полагало, что по этой реке корабли смогут подняться прямо до Сучжоу. Однако оказалось, что устье реки прикрывают береговые батареи.
14 июня адмирал Паркер и генерал Гоф на пароходе «Медуза» произвели рекогносцировку линии укреплений на берегах реки Усунцзян. Было обнаружено, что на западном берегу реки укрепления тянутся от деревни Усун (находящейся в 4,5 км) на север до устья реки, после чего загибаются вдоль берега Янцзы, а в тылу укреплений находится город Баошань; вся линия береговых батарей была вооружена 134 пушками. На восточном берегу Усунцзяна, напротив деревни Усун, находился старый форт с пристроенными к нему новыми батареями; батареи были недостроены, и вооружены 21 пушкой. Вооружение всех Усунских укреплений состояло из 175 орудий (в том числе 25 медных); на городских стенах Баошаня было ещё порядка 50 орудий (из них 17 медных). Руководил обороной побережья маньчжур Цзин Хуацин, под его командованием было не менее 5 тысяч человек. Десантные операции англичан затруднялись тем обстоятельством, что река была мелкой: на расстоянии 250 метров от берега глубина составляла всего около 1 м.

## Сражение
Утром 16 июня адмирал Паркер, видя, что течение и состояние погоды благоприятны, решил приступить к обстрелу Усунских укреплений. Парусные корабли были доставлены на предписанные им позиции с помощью буксировки пароходами. Китайские батареи открыли меткий огонь, к ним присоединились находившиеся выше по реке 14 военных джонок и 5 лодок, приводимых в движение гребными колёсами, однако для них дистанция была слишком велика. Пароход «Немесис», поставив на нужное место судно «Модест», пошёл прямо на китайскую флотилию, обстреливая её из носовых орудий, и одновременно из кормовых вёл огонь по китайской береговой батарее; китайская флотилия обратилась в бегство, но так как пароход настигал, то китайские матросы покинули суда, и многие джонки были взяты на абордаж. Преследуя две большие джонки, «Немесис» подошёл слишком близко к берегу и сел на мель; так как начался отлив, то пароходу «Флегетон» снять его с мели не удалось, и он простоял там несколько часов.
Тем временем британские парусные суда, подавив береговые батареи, против которых они вели артиллерийскую дуэль, отправили на берег десантные партии, которые уничтожили батареи. Находившиеся на транспортах сухопутные войска из-за того, что большинство пароходов село на мель, своевременно высажены на берег не были, их десантирование состоялось уже после полудня. Когда они, наконец, оказались на берегу, то были направлены в обход города Баошань, огонь с крепостных стен которого остановил наступавших моряков. Когда генерал Гоф с морской пехотой и основными войсками подошёл к городским стенам, то оказалось, что посланный в обход отряд генерал-майора Шедде уже занял город, гарнизон которого бежал по направлению к Сучжоу.

## Итоги

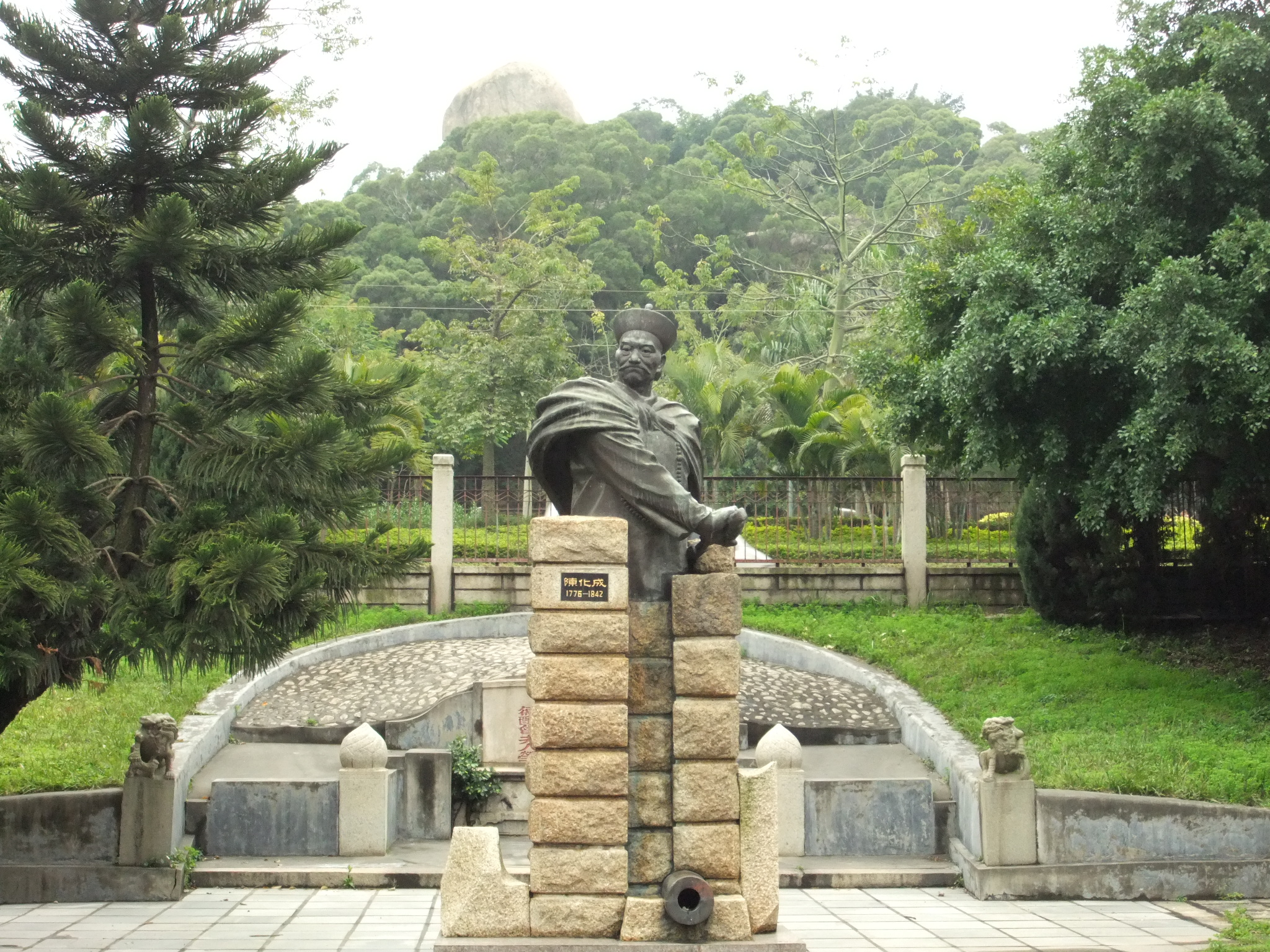
Чэнь Хуачэн (陈化成), герой обороны Сунцзяна (Усуна)

Цинское командование придавало большое значение Усунским укреплениям, и британская победа произвела сильное впечатление. Вскоре британским командованием была получена информация, что жители бегут из расположенного в 20 км выше по течению города Шанхай. Чтобы воспользоваться результатами паники, пароходы «Немесис» и «Медуза» были 17 июня посланы на рекогносцировку вверх по течению Усунцзяна, и через 10 км обнаружили два форта на обоих берегах реки, которые открыли огонь по англичанам. Однако китайские орудия не доставали до пароходов, поэтому китайские солдаты подожгли укрепления и оставили их. Получив приказ не следовать далее, пароходы повернули обратно.
18 июня покинутые китайские форты были заняты британским десантом. 19 июня англичане двумя колоннами двинулись к Шанхаю, и, захватив по пути после короткой перестрелки китайское береговое укрепление, без боя заняли Шанхай.